# Il cacciatore solitario
Il cacciatore solitario (Der Schrei der schwarzen Wölfe) è un film di avventura del 1972 diretto da Harald Reinl. È basato su una storia di Jack London tratta da una serie di racconti intitolata Il figlio del lupo.